# 德川齊朝
德川齊朝（日语：／ Tokugawa Naritomo，1793年9月27日—1850年5月11日），日本江戶時代後期大名，尾張藩第十代藩主、御三家之一尾張德川家第十代當主。尾張藩第八代藩主德川宗勝養嗣子。一橋德川家第二代藩主一橋治濟次子德川治國（第十一代將軍德川家齊之弟）之長子，母親為二條治孝之女（乘蓮院），正室為德川家齊之女淑姫（清湛院）。官位從二位權大納言。父親德川治國於齊朝出生前已逝世。

## 生平
寬政8年（1796年）1月25日，德川齊朝成為叔父一橋家德川齊敦的養子。
寬政10年（1798年）4月13日，德川齊朝成為尾張藩第九代藩主德川宗睦之養嗣子。寬政11年（1799年）12月20日，德川宗睦去世。1800年1月，德川齊朝繼承為尾張藩第十任藩主。因為德川齊朝年紀尚幼，藩政由成瀬正典處理，直至德川齊朝成人後，成瀬正典仍然繼續掌管藩政。
文政10年（1827年）8月15日，35歲的齊朝決定退位隱居，由養嗣子德川齊溫（將軍德川家齊的第十九子、齊朝的堂弟）繼承。嘉永3年（1850年）2月，隱居了22年的齊朝因化膿性炎症而病倒，同年3月逝世。享年58歲。
德川齊朝的法號為天慈院殿恩譽春和源順大居士。墓所為名古屋市東區筒井之建中寺。